# Bitva u Lepanta
Bitva u Lepanta byla velká bitva osmansko-benátské války, která proběhla 7. října 1571 v Jónském moři v Korintském zálivu u přístavu Nafpaktos (Lepanto). Spojené námořní síly Svaté ligy v ní rozdrtily hlavní flotu Osmanské říše a ukončily tak obavy křesťanského světa z možného brzkého tureckého útoku na Apeninský poloostrov a další části Středomoří.
Bitva měla pro křesťanskou stranu obrovský symbolický význam a z dlouhodobého hlediska vážně podlomila osmanskou námořní moc, byť pro nejbližší dobu Osmanská říše dokázala své námořnictvo znovu vystavět a dosáhnout i dalších zisků ve Středomoří, když využila faktického rozpadu Svaté ligy a přinutila Benátky k nevýhodnému míru, v němž uznaly ztrátu Kypru.
Bitva u Lepanta byla poslední velkou námořní bitvou, v níž hrály hlavní roli vesly poháněné lodě. Též prokázala rostoucí význam dělostřelectva v námořních bitvách, neboť to byla právě výrazná převaha křesťanské floty v počtu i kvalitě děl, která jí umožnila eliminovat zprvu výraznou početní převahu nepřítele.

## Mezinárodní situace
V roce 1566 zemřel turecký sultán Sulejman I. Nádherný a na trůn nastoupil jeho syn Selim II. Ten se soustředil především na stabilizaci prostorů dobytých otcem a jejich trvalé začlenění do správy své říše. Aby získal potřebný klid k této práci, uzavřel celou řadu mírových smluv: s Maxmiliánem II., Persií, Polskem, Francií a Benátskou republikou. V omezené míře ale pokračoval v dobyvatelských taženích v oblasti Středomoří. S pomocí islámských korzárů a pirátů a napadáním jednotlivých slabších protivníků terorizoval Středomoří, z velké části ochromil křesťanský obchod a získával pro svou říši stále nové a nové pozice.
Rozpínavost Osmanské říše a obrovské finanční a obchodní ztráty v důsledku útoků na námořní obchod vyvolávaly na straně křesťanů velké obavy a vedly k rozličným pokusům o vytvoření velké protiturecké koalice, které však pravidelně troskotaly na sporech a animozitách mezi jednotlivými státy. V roce 1570 však přišel impulz, který byl dost silný na to, aby svedl vícero významných křesťanských panovníků do jednoho šiku navzdory všem neshodám. Stal se jím masívní útok osmanských vojsk na benátské kolonie na Kypru.

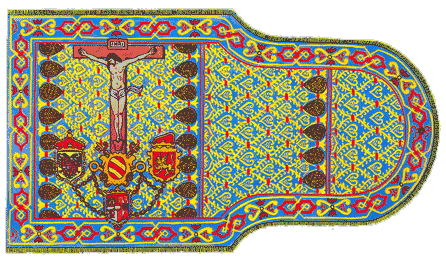
Prapor Svaté ligy

Tváří v tvář přímému vojenskému útoku na jeden z nejmocnějších italských států a s pomocí obav z následného útoku osmanských vojsk na Apeninský poloostrov a na španělské kolonie v Africe se papeži Piu V. podařilo dojednat vznik Svaté ligy, aliance Španělska, papežského státu a Benátek, k níž se připojilo i několik dalších menších států a rytířských řádů. V čele jednotek této koalice stanul nelegitimní bratr španělského krále, Juan de Austria. Další křesťanské velmoci se nezapojily: v Anglii a Nizozemsku probíhala reformace a Francie byla, jako tradiční nepřítel Habsburků, dlouhodobým tajným podporovatelem Osmanů.
Úkolem Svaté ligy bylo zastavit rozpínavost osmanské říše ve Středomoří a prvním krokem k jeho realizaci měla být pomoc Famagustě, která pod vedením Marka Antonia Bragadina, vrchního velitele benátských vojsk na Kypru, vzdorovala tureckému obležení jako poslední z benátských kolonií. Tento úkol se ale nepodařilo splnit, neboť rozbitá Famagusta, které docházela munice, kapitulovala 5. srpna 1571 po jedenáctiměsíčním boji výměnou za volný odchod pro obránce. (Tento příslib ovšem nebyl splněn – Lala Mustafa Paša, který v bojích o Famagustu přišel o syna, podmínky porušil a nechal zajatce povraždit. Nejvíce se vyřádil na samotném Bragadinovi, kterého nechal zaživa stáhnout z kůže a následně rozčtvrtit.)

## Poměr sil

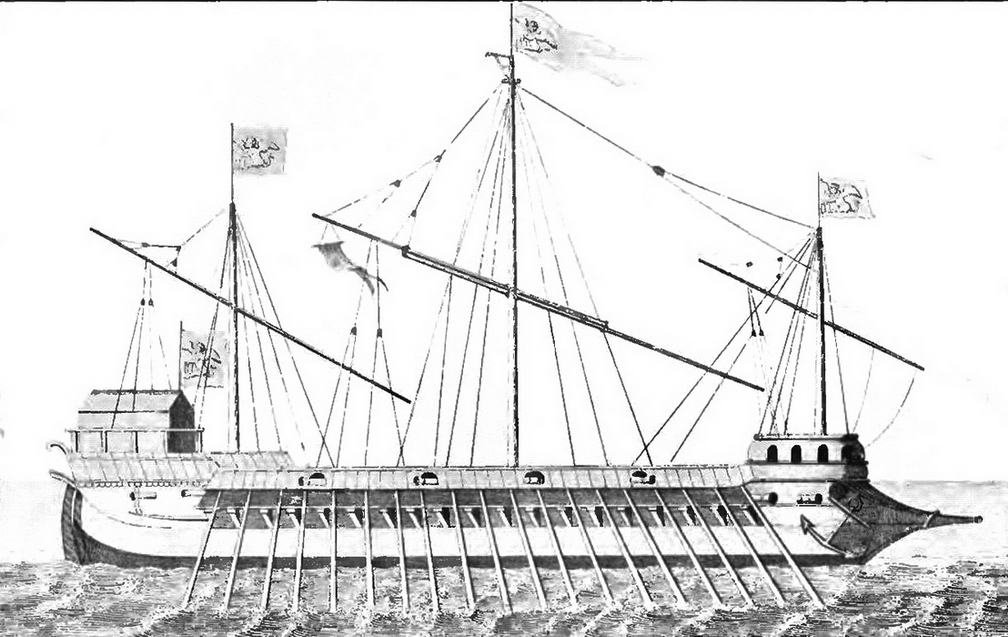
Benátská galeasa z období bitvy u Lepanta

Loďstvo Svaté ligy, které měl k dispozici don Juan de Austria, představovalo největší křesťanskou námořní sílu, jaká se kdy shromáždila. Benátky pro ni poskytly 109 galér a 6 galeas, Španělsko 80 galér, toskánský Řád sv. Štěpána 12 galér, po třech galérách přispěli Řád maltézských rytířů, Janov a savojský vévoda. Bitvy se zúčastnily i dvě galéry Řádu svatého Lazara. K flotě se přidalo i větší množství „soukromých lodí“. Překvapivě malý příspěvek Španělska v lodích, způsobený tím, že španělské loďstvo bylo zaměstnáno intenzívním bojem proti muslimským pirátům v jiných částech Středozemního moře, byl více než vyvážen jeho příspěvkem v živé bojové síle, který představovalo 10 tisíc španělských pěšáků excelentní kvality plus dalších 7000 německých a chorvatských žoldnéřů placených španělskými penězi.
Celkem křesťanská strana disponovala asi 13 tisíci námořníky a 28 tisíci vojáky + neurčitým množstvím námořníků a vojáků ve službách „soukromníků“. Za zmínku stojí i fakt, že velkou část benátských veslařů tvořili svobodní občané, kteří mohli nosit zbraň a v boji o loď představovali zásadní přínos, na rozdíl od převážně křesťanských otroků na tureckých galérách.
Turecká hlavní flota disponovala silami, které co do počtu lodí i lidí protější stranu převyšovaly. Zahrnovala zhruba 220 galér a 50 galeot a její hlavní bojovou sílu lze odhadnout na asi 13 tisíc námořníků a 34 tisíc vojáků. I osmanská flota byla ovšem posílena četnými „soukromými loděmi“ a muži na jejich palubách, kteří doufali, že se přiživí na jejím vítězství.

### Kvalitativní převaha křesťanů

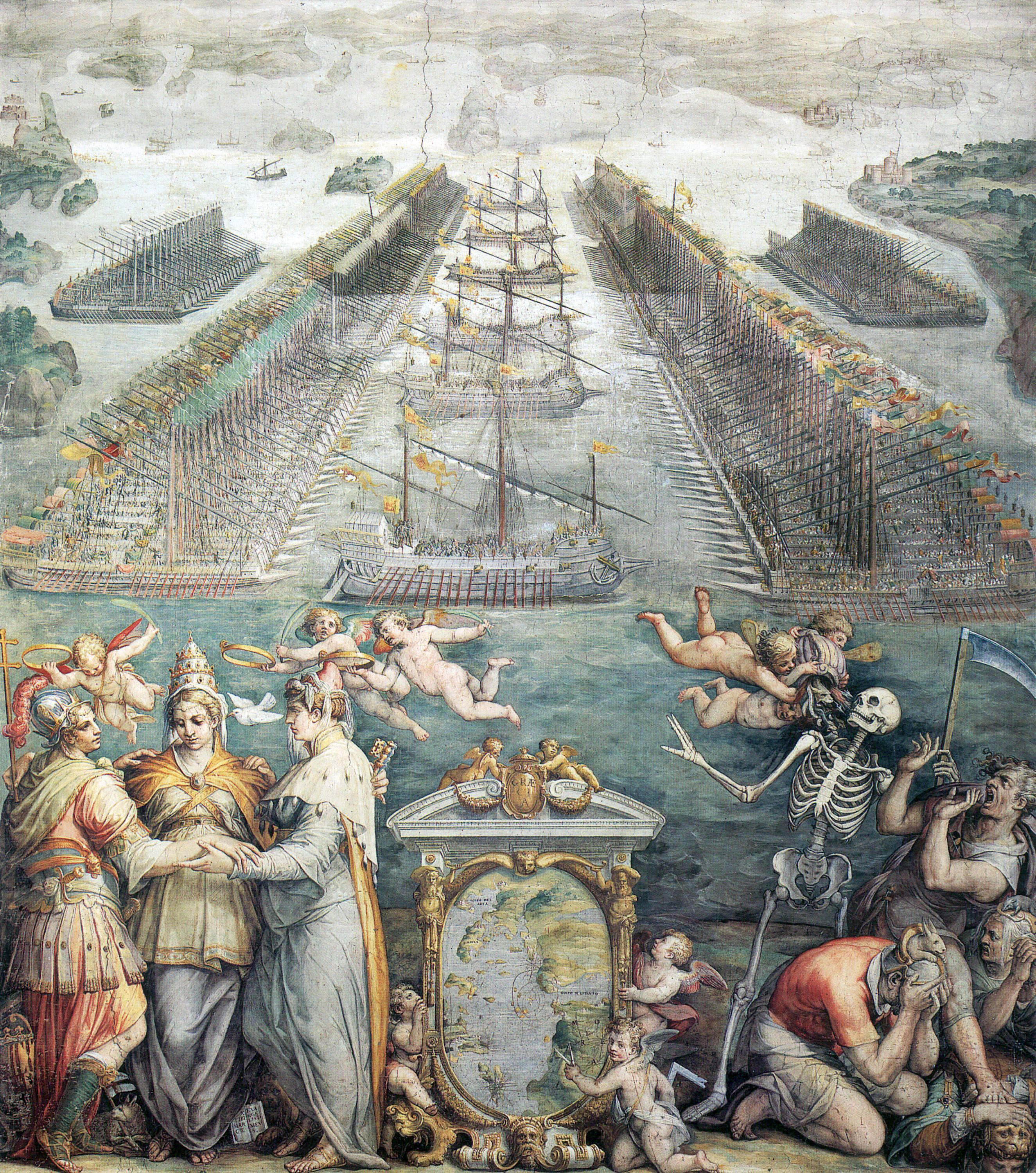
Pořádek ve flotě Svaté ligy, freska Giorgia Vasariho (1572, Sala Regia)

Jestliže srovnání počtu lodí a živé bojové síly ukazuje na převahu osmanské strany, další ukazatele naopak hrály ve prospěch křesťanů. Křesťanská strana měla především obrovský náskok v palných zbraních. Měla podstatně více děl větších ráží a výrazně vyšší kvality, navíc mnoho z nich bylo umístěno na čepech, na rozdíl od tureckých zpravidla umístěných „napevno“, což umožňovalo mnohem jednodušší, rychlejší a přesnější zaměřování.
Benátské galeasy, které byly jakýmsi mezikrokem mezi galérou a moderní velkou plachetní válečnou lodí, disponovaly každá zhruba třiceti děly. Například galeasa San Lorenzo měla 34 děl, z toho 8 třicetiliberních. To představovalo na tehdejší dobu neuvěřitelnou palebnou sílu, neboť na galéry se díky prostoru zabranému veslaři vešlo jen několik děl, zpravidla navíc umístěných jen na přídi. Křesťanská strana rovněž masově používala poměrně nový vynález: kartáčové střely, které likvidovaly živou sílu protivníka mnohem efektivněji než běžné dělové koule.
Vhodně natažené plachty a sítě na křesťanských lodích značně omezovaly účinek palby tureckých lučištníků, kteří měli navíc problém prostřelit kvalitní španělskou zbroj a zaostávali tak za arkebuzníky, kteří sice stříleli pomaleji, nicméně s mnohem efektivnějším výsledkem. Navíc španělská pěchota v kvalitě daleko převyšovala klasické osmanské pěšáky.

## Pohyby před bitvou
Síly Svaté ligy se shromažďovaly v Neapolském království, v němž v této době vládl španělský král. V půli října její flota obdržela bojovou zástavu požehnanou papežem. Poté se přesunula na Sicílii. Po odjezdu z Messiny ji dostihly zprávy o kapitulaci Famagusty a brutálním zavraždění Bragadina, čímž opadla nutnost spěchat jí na pomoc. Po váhání a sporech, kam teď nyní zaměřit své síly, se přesunula do Kefalonie, kde nějakou dobu setrvala, než vyrazila do boje.
6. října vplula do zálivu Patras, kde se o den později setkala s tureckým loďstvem pod vedením Aliho Paši. Po vzájemném zpozorování obě strany bez váhání volily boj – daný prostor byl pro osmanskou říši příliš důležitý, než aby v něm nechala operovat křesťanskou flotu, a měla navíc jednoznačný příkaz k boji od sultána, zatímco Juan de Austria byl zase odhodlán svést rozhodující bitvu co nejrychleji, než se mu jeho flota rozpadne v důsledku třenic mezi jednotlivými spojenci. Turci navíc vycházeli z velmi podhodnocených odhadů síly křesťanské floty, neboť jejich špióni, kteří křesťanské lodě krátce předtím přepočítávali na jejím kotvišti, přehlédli benátskou část, která kotvila samostatně.

## Bitva

### Plány a rozmístění

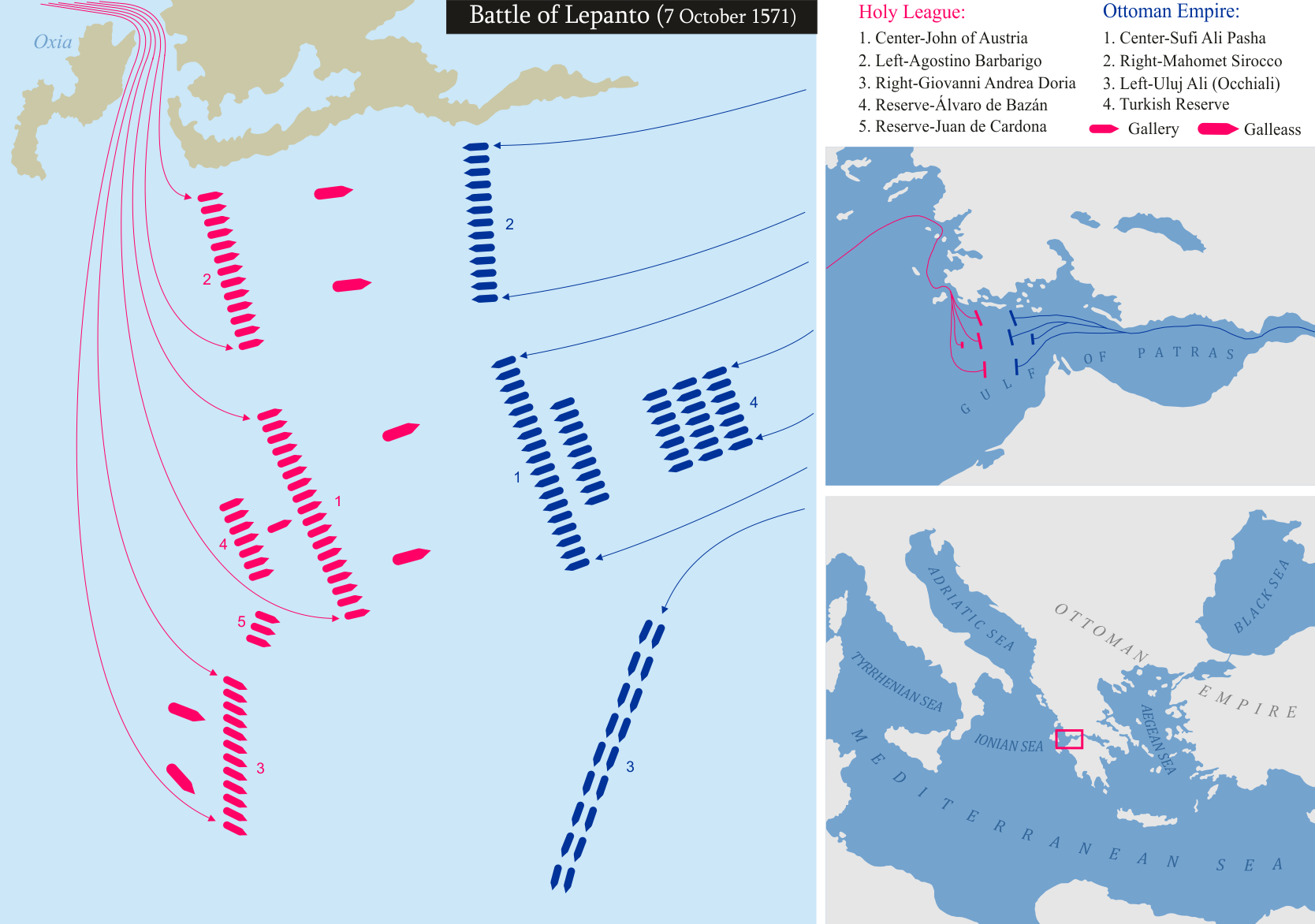
Rozmístění sil

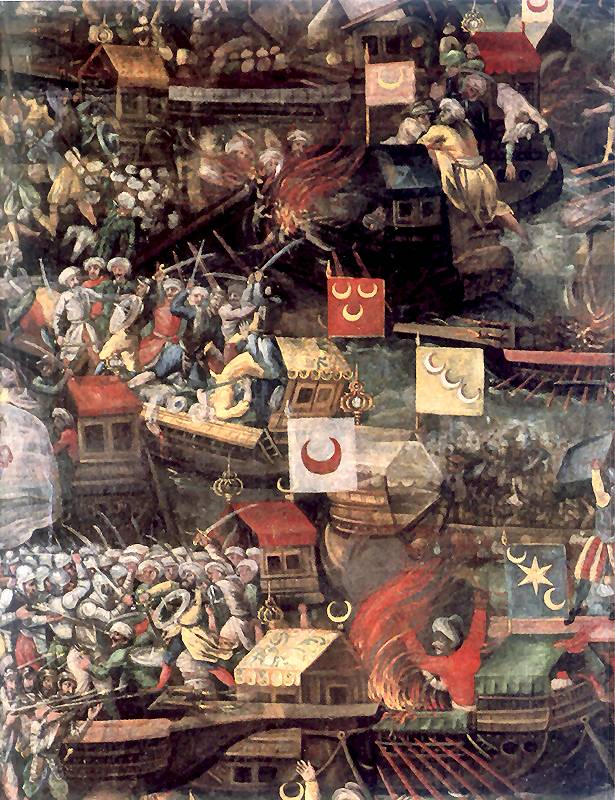
Detail osmanského námořnictva z obrazu Tommase Dolabelly (1632)

Obě strany se začaly rozvíjet do klasických bitevních linií od severu k jihu, se zálohami soustředěnými za jejich středem. Křesťané navíc hodlali umístit 6 galeas před svou bitevní linii, aby narušili nepřátelskou formaci a dělostřelbou zničili co nejvíce nepřátelských lodí, což se ovšem povedlo jen u čtyř z nich. Turci naproti tomu naplánovali manévrovací bitvu dle běžného schématu „taranuj nebo zahákuj a dobuď“, dělostřelectvo v jejich plánech nemělo velký význam.
Křesťanské levé (severní) křídlo, na severu ohraničené pobřežím, sestávalo z 53 převážně benátských galér admirála Barbariga, před nimiž pluly 2 galeasy. Proti němu stálo pravé křídlo Turků paši Scirocca složené z 57 galér a 2 galeot.
Střed křesťanské sestavy tvořilo 62 galér, kterým velel osobně Juan de Austria, v této části se samozřejmě nacházely i další velké galéry s řadou křesťanských velitelů. Před touto sestavou se nacházely rovněž 2 galeasy. Na protější straně stálo 61 galér a 32 galeot pod osobním velením Aliho Paši.
Na křesťanském pravém (jižním) křídle se 53 galérám a 2 galeasám admirála Dorii nepodařilo včas rozvinou do plánované sestavy. Vlivem náskoku Turků a nepříznivého větru jednak došlo k tomu, že galeasy zůstaly za galérami, místo aby byly před nimi, jednak celé křídlo zůstalo pozadu, čehož turecká protistrana představovaná 63 galérami a 30 galeotami Uluça Aliho okamžitě využila k pokusu o obchvácení celé křesťanské sestavy.
Zálohy se nacházely většinou za středem obou formací. Na křesťanské straně šlo o 38 galér admirála de Bazána (30 za středem a po 4 za každým z křídel), na turecké o 8 galér, 22 galeot a desítky malých lodí, které se rozmístily za středem formace. Několik menších lodí plnilo průzkumné úkoly před bitevními liniemi.

### Průběh bitvy

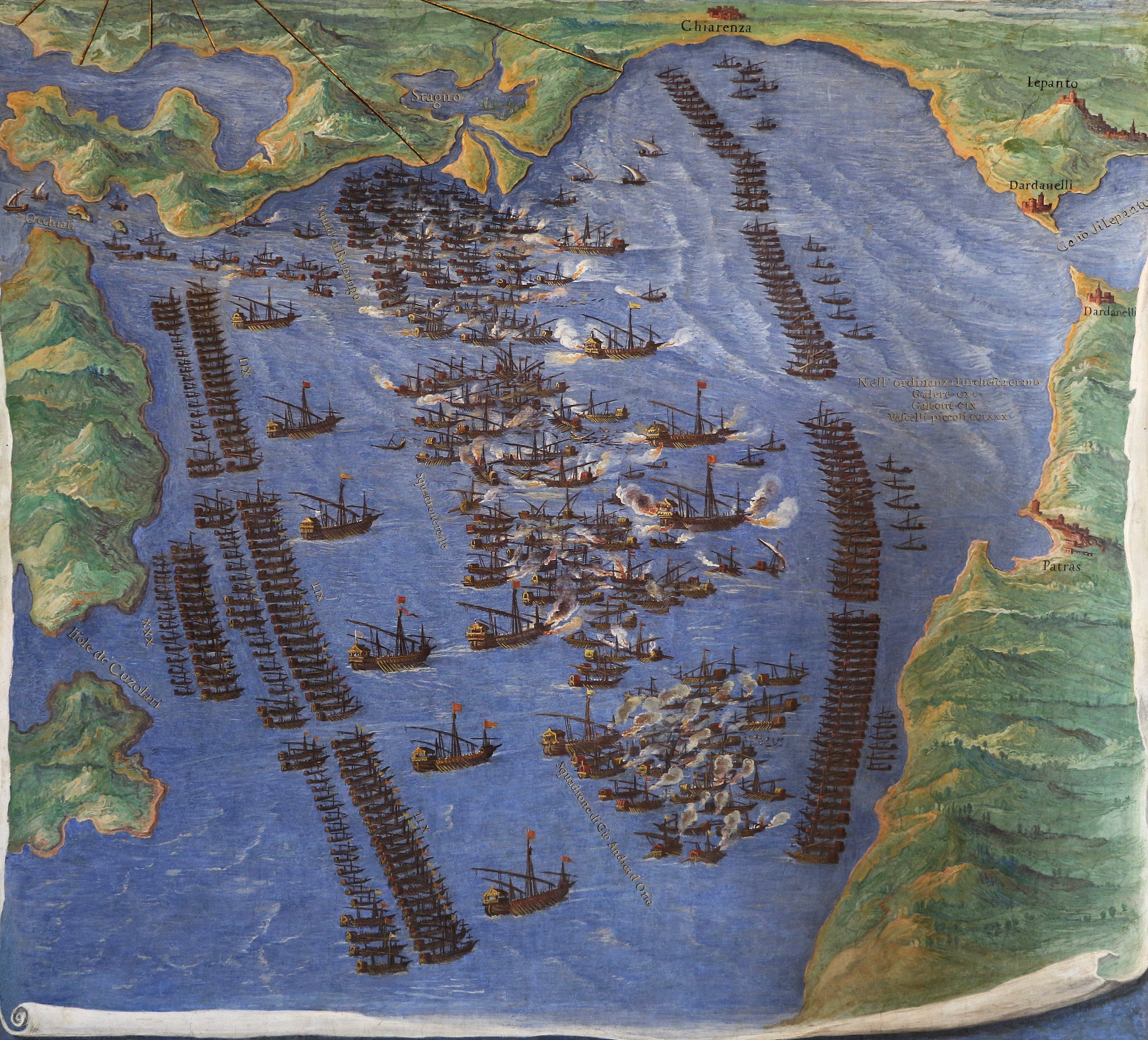
Bitva u Lepanta podle Fernanda Bertelliho

Bitva u Lepanta od neznámého umělce

Když obě loďstva vyplula proti sobě, dočkala se křesťanská strana milého překvapení v podobě nečekané změny větru, který do té doby vál výhodně do tureckých zad. Nyní ale nejprve utichl a pak začal dokonce vát proti Turkům, což poněkud omezilo jejich rychlost a přimělo veslaře k velkému výdeji sil. Křesťanští velitelé doufající v účinek dělostřelby z galeas tím jistě byli potěšeni, neboť to znamenalo, že galéry stráví v blízkosti galeas trochu více času. Ještě víc je ale musela potěšit hrubá chyba Turků, kteří zamířili přímo ke galeasám, neboť se domnívali, že jde o slabě vyzbrojené kupecké lodi, se kterými budou hotovi ještě dříve, než se hlavní síly střetnou. Děla z galeas tak poslala ke dnu desítky tureckých galér ještě před tím, než došlo k hlavnímu střetu loďstev, čímž notně přispěla k celkovému vítězství.
Zatímco ve středu a na severu se hlavní síly srazily víceméně čelně a vypukl tam tvrdý boj, na jihu se z hlediska křesťanů tragicky projevilo výše zmíněné nedostatečné rozvinutí jejich sestavy. Admirál Doria jako jediný z křesťanských velitelů neměl příležitost těžit před hlavní srážkou z příspěvku děl galeas a celkově se pro své opoždění nacházel ve velmi nevýhodném postavení. V zoufalé snaze čelit obkličovacímu manévru Ulucha Aliho obrátil svoji divizi k jihu, čímž ovšem ztratil kontakt se středem křesťanské formace a do otevřeného prostoru mezi středem a pravým křídlem křesťanů rychle vtrhla část Uluchových lodí. Křesťané proto museli urychleně nasadit zálohy, aby svůj střed podpořili proti tomuto nebezpečnému útoku z náhle odkrytého boku. Doria byl po bitvě tvrdě kritizován, neboť tím, že se nechal tak snadno a rychle vymanévrovat, přivodil křesťanské flotě veliké potíže a způsobil středu i vlastnímu křídlu těžké ztráty.

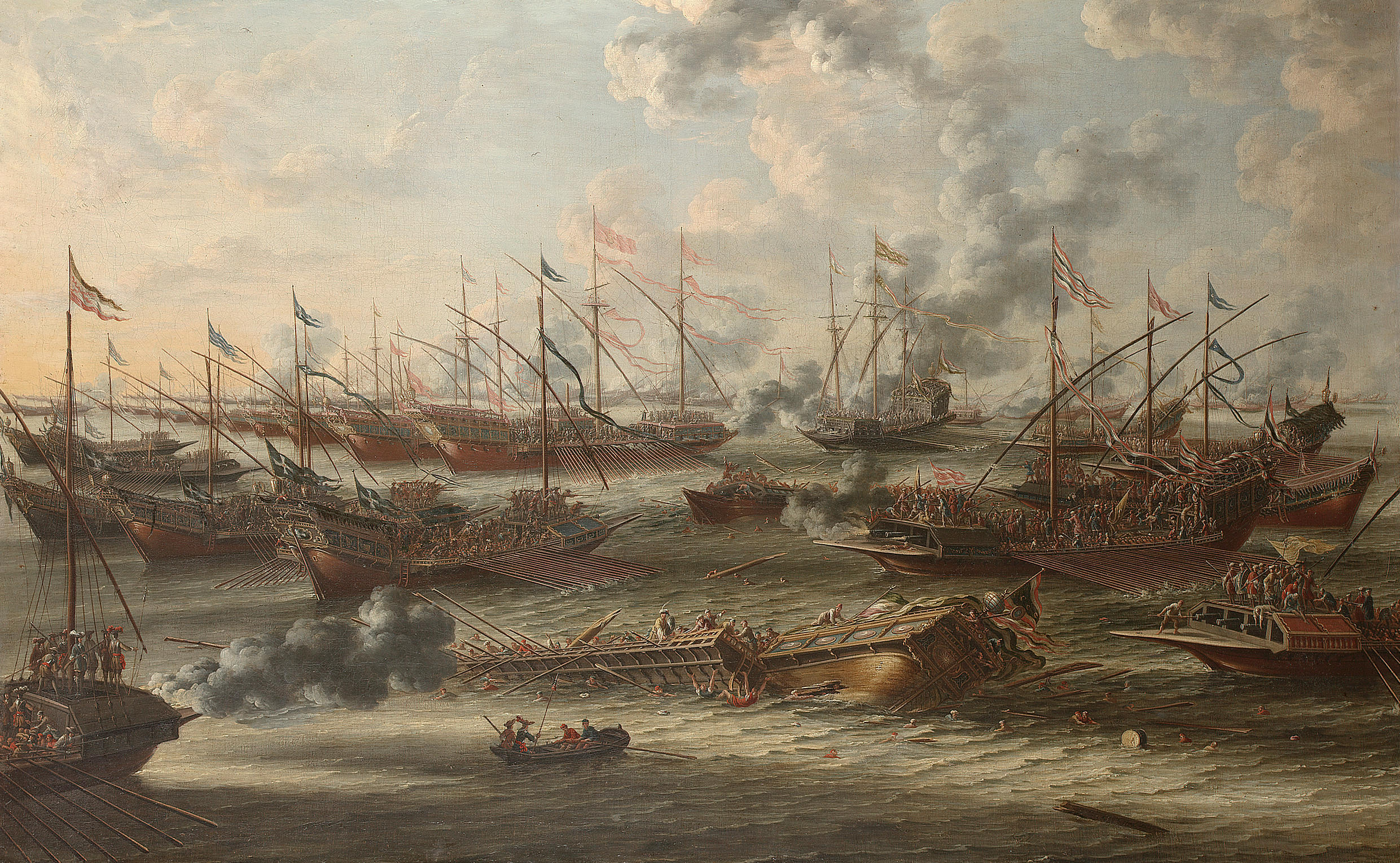
Bitva u Lepanta, Laureys a Castro

Zatímco na jihu turecké síly získávaly převahu, ve středu a na severu postupně vítězili křesťané. Na severu Benátčané navzdory smrtelnému zranění admirála Barbariga a těžkým ztrátám udrželi svoji linii a odrazili pokus nepřítele protáhnout se okolo pobřeží a obklíčit je. Po návratu galeas pak začali postupně protistranu likvidovat. Klíčový byl ovšem boj ve středu bitevního pole, kam museli křesťané v důsledku výše popsaných událostí urychleně vrhnout své zálohy. V této mimořádně krvavé části bojiště se nakonec přímo střetly a zahákovaly velitelské lodě, kterým přispěchaly na pomoc tři galéry křesťanské a sedm galér tureckých. Na palubách dvanácti navzájem zahákovaných lodí vypukl zuřivý boj muže proti muži. Dvakrát byl útok křesťanů na pašovu loď odražen, při třetím pokusu, který podpořila ještě galéra admirála de Bazána, již uspěli. Ali Paša padl v boji, zasažen kulkou doprostřed čela.
Zmatek a zděšení vyvolané porážkou velitelské lodě a smrtí velitele definitivně zlomily odhodlání a naděje turecké strany. Zatímco severní a střední část tureckého loďstva moc možností k ústupu neměly a byly postupně rozdrceny, stejně jako již zahákované lodi, na jejichž palubách pokračovali janičáři v zuřivém boji, Uluch Ali dokázal velkou část svého křídla společně s částí lodí ze středu formace z bitvy vyvést a vrátit se s nimi do Istanbulu. Na místě musel nechat s výjimkou jedné všechny galéry obsazené v průběhu bitvy Turky.

## Dopady bitvy

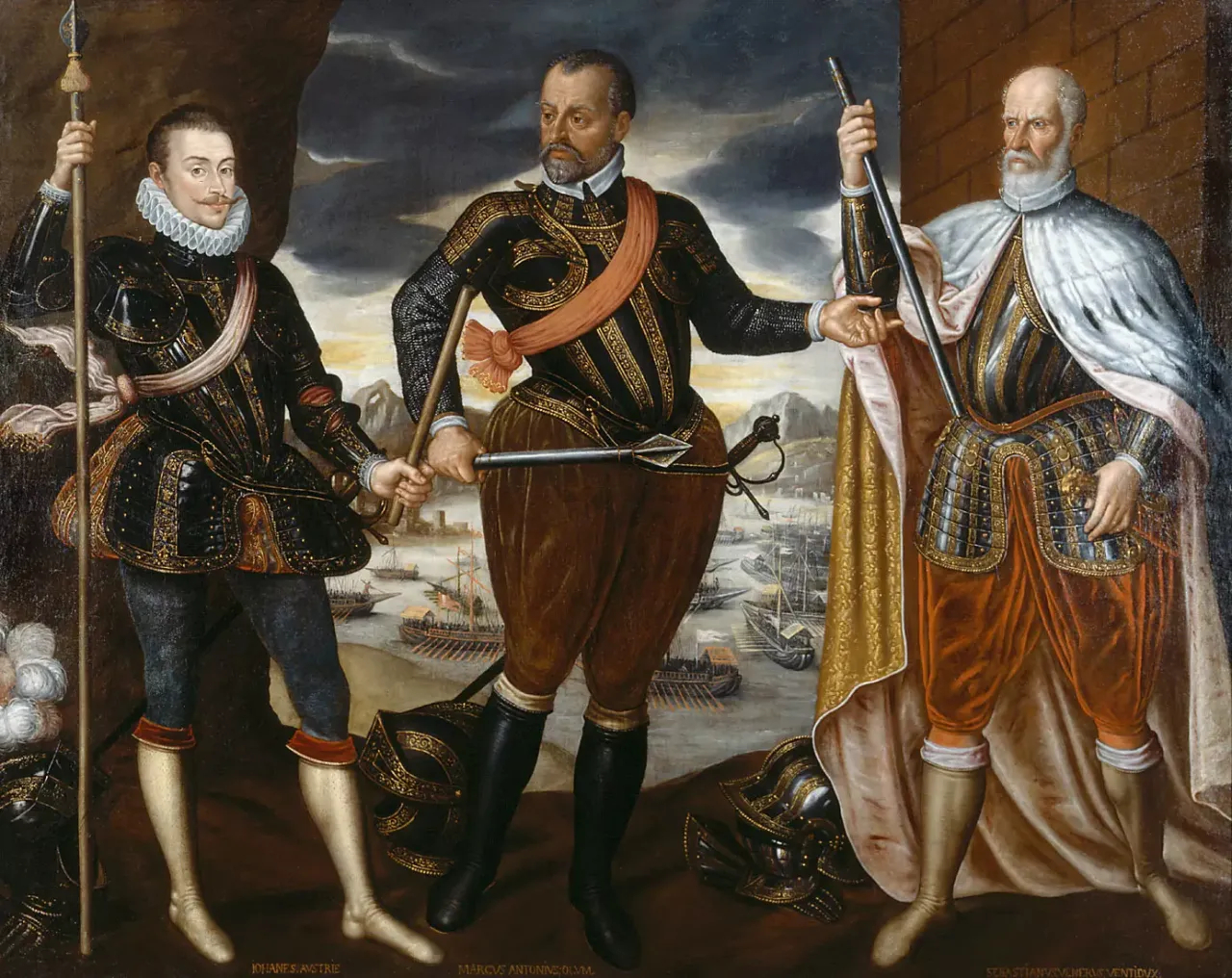
Vítězové od Lepanta: Juan de Austria, Marcantonio II. Colonna a Sebastiano Venier.

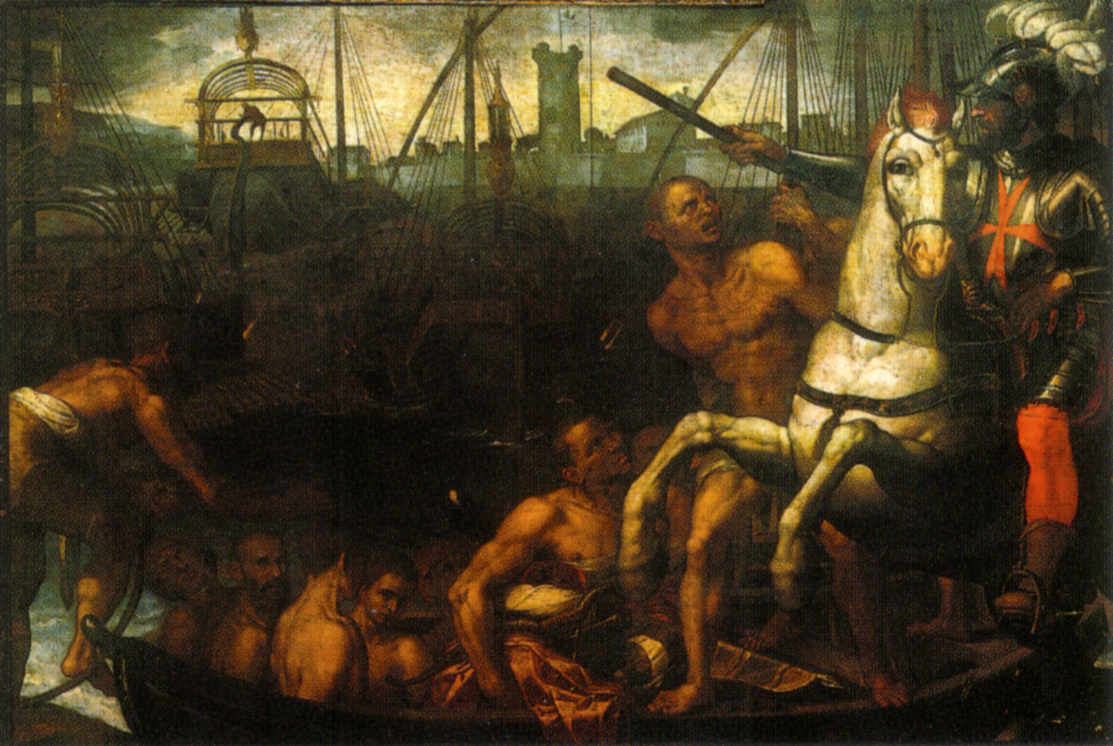
Návrat rytíře Řádu svatého Štěpána z bitvy u Lepanta, Jacopo Ligozzi (cca 1610)

Přes drtivé vítězství Svaté ligy a zmasakrování hlavní turecké floty bitva neznamenala konec osmanské rozpínavosti ve Středozemním moři. Spojenci nedokázali (především pro nejednotnost a neochotu nasadit přiměřené prostředky) úspěchu využít.
Svatá liga se rychle rozpadla a osmanské loďstvo brzy obnoveno (již půl roku po bitvě mohla osmanská říše vyslat na moře 250 nových lodí, z toho 150 galér a 8 mahonů (mahon byl obří galéra, která měla být odpovědí na galeasu, ovšem jeho bojová hodnota byla značně problematická). Dosavadní turecké zisky tak byly udrženy: v roce 1573 byly Benátky donuceny uzavřít mír, vzdát se Kypru a zaplatit válečnou náhradu ve výši 300 000 dukátů. Velkovezír Mehmed Sokullu tak mohl při diskusi s benátským velvyslancem přirovnat ztráty křesťanů (Kypr) k uťaté paži, která už nikdy nenaroste, zatímco ztráty Turků (jeho hlavní flotu) k oholení vousu, který naroste ještě silnější. Španělsko sice ještě v roce 1573 dobylo Tunis, ale v roce 1574 jej admirál Sinan Paša dobyl zpět a učinil ho osmanskou provincií.
Přestože osmanská říše ani zdaleka zlomena nebyla, její námořní i celkově vojenská dominance byla výrazně podlomena. Nešlo ani tak o ztráty lodí a jejich zisk křesťany – galéry měly krátkou životnost a nákladný provoz a jejich doba se navíc chýlila ke konci. Nicméně bitva měla obrovský psychologický dopad, neboť rozbila mýtus o neporazitelnosti tureckého loďstva. Navíc v důsledku zdrcujících lidských ztrát došlo k signifikantnímu dlouhodobému propadu kvality osmanského námořnictva, neboť zkušené námořníky a vojáky zvyklé na námořní boj nebylo možné vycvičit tak rychle, jako byly postaveny lodě. Např. John Keegan poukazuje na to, že v bitvě byla prakticky vyhlazena celá generace jedné z elit osmanského válečnictví – lučištníků užívajících kompozitní luky. Ti do této doby hráli klíčovou roli v námořním boji na dálku, kde zajišťovali osmanskému loďstvu převahu nad námořními silami protivníků.
Po bitvě bylo od vesel tureckých galér osvobozeno na 12 000 křesťanských otroků. Vítězství u Lepanta byla v Evropě svorně katolíky i protestanty považováno za zázrak. Jelikož byl připisován přímluvě Panny Marie vyprosené modlitbami růžence, papež Pius V. na památku tohoto vítězství ustanovil svátek Panny Marie Růžencové, který se slaví dodnes.

## Bitva a české země
Bitvy se zejména v řadách maltézských rytířů a jejich spojenců zúčastnili i čeští bojovníci, z nichž nejvýznamnější byli český velkopřevor Václav Zajíc z Házmburka (pravnuk Jiřího z Poděbrad) a admirál Řádu Kryštof starší z Vartenberka.

## Bitva u Lepanta v umění
- patrně nejznámějším účastníkem bitvy je Miguel de Cervantes y Saavedra, který bojoval na palubě španělské galéry Marquesa na levém křídle.
- báseň anglického autora Gilberta Keitha Chestertona.
- obrazy bitvy v Dóžecím paláci v Benátkách (Paolo Veronese, Andrea Vicentino)

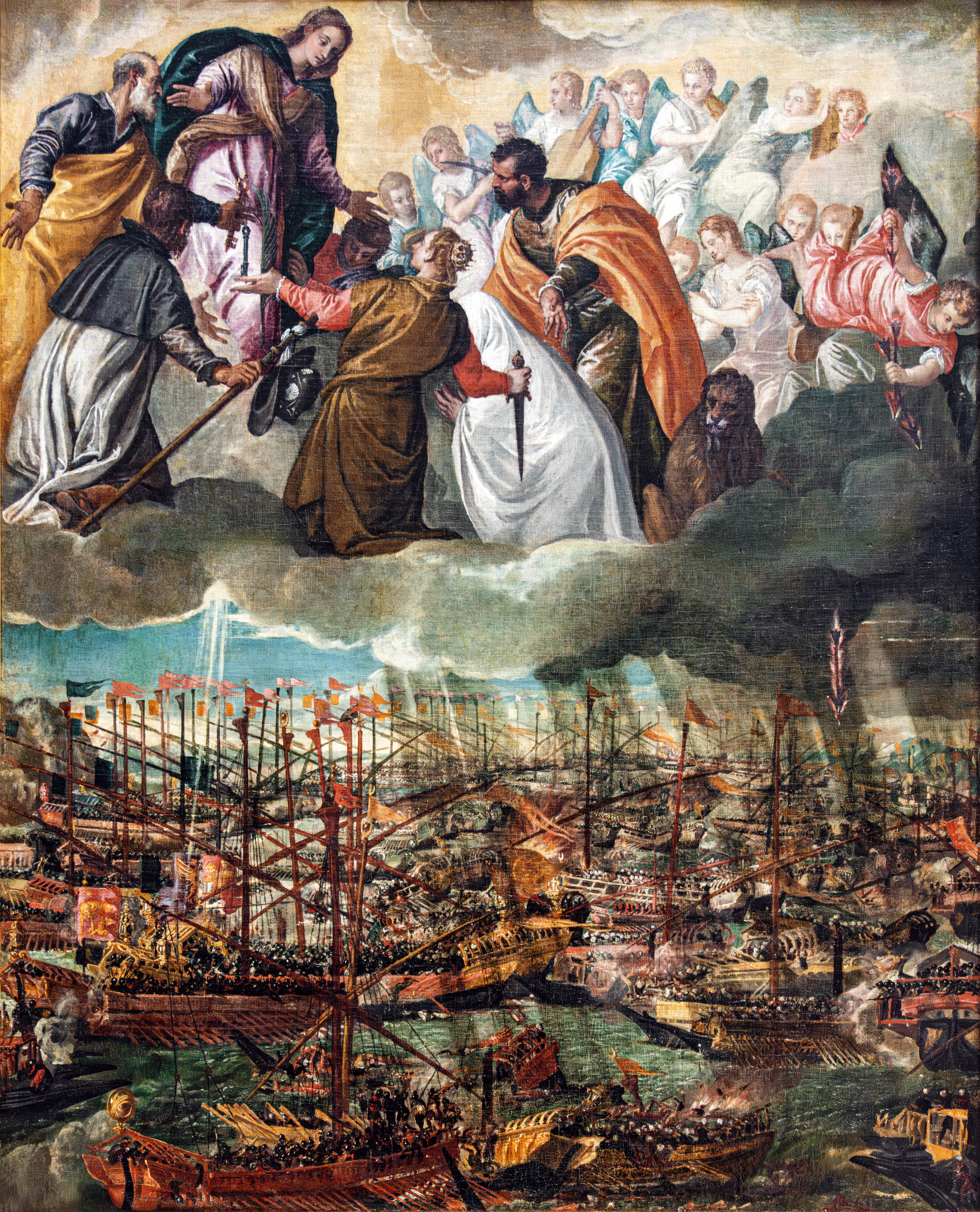
Bitva u Lepanta, Paolo Veronese, cca 1572
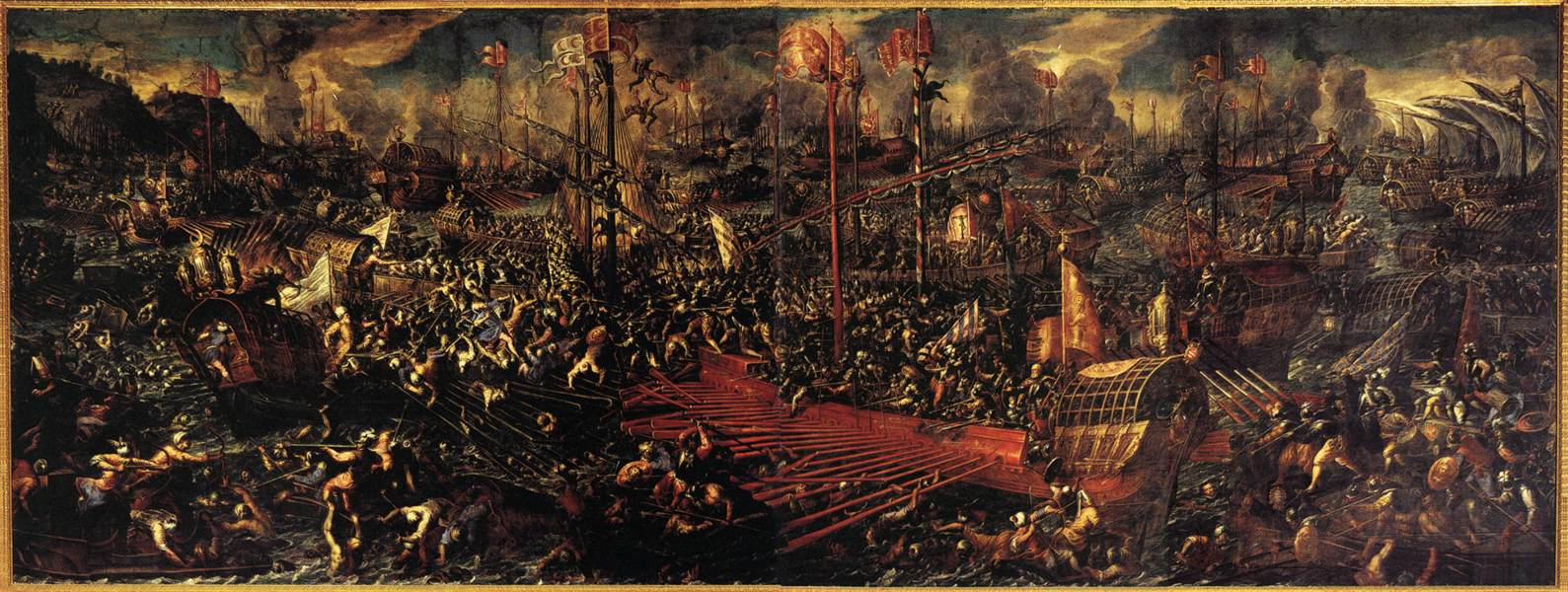
Bitva u Lepanta, Andrea Vicentino (cc 1600, Benátky)
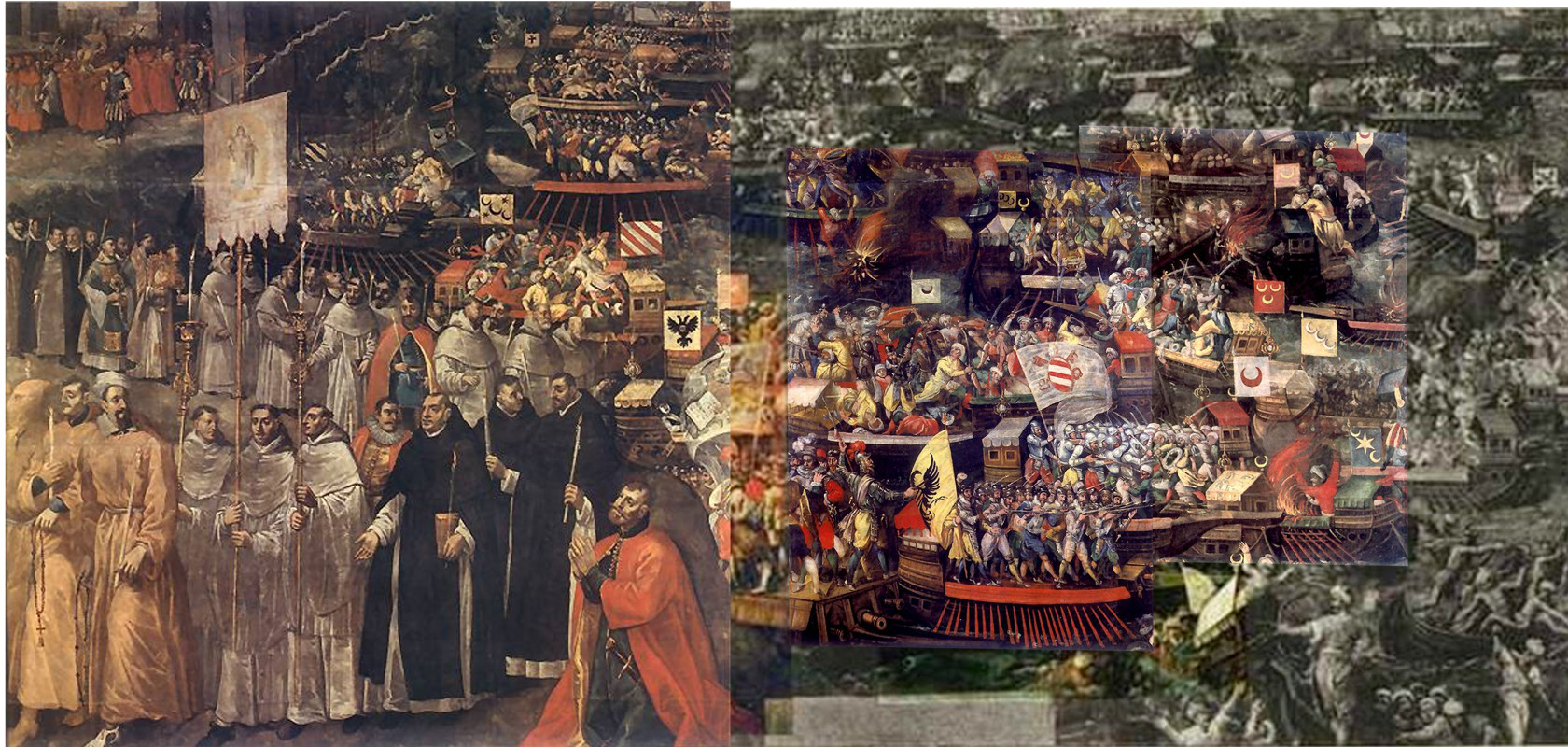
Bitva u Lepanta, Tommaso Dolabella (cca 1625–1630, Krakov)
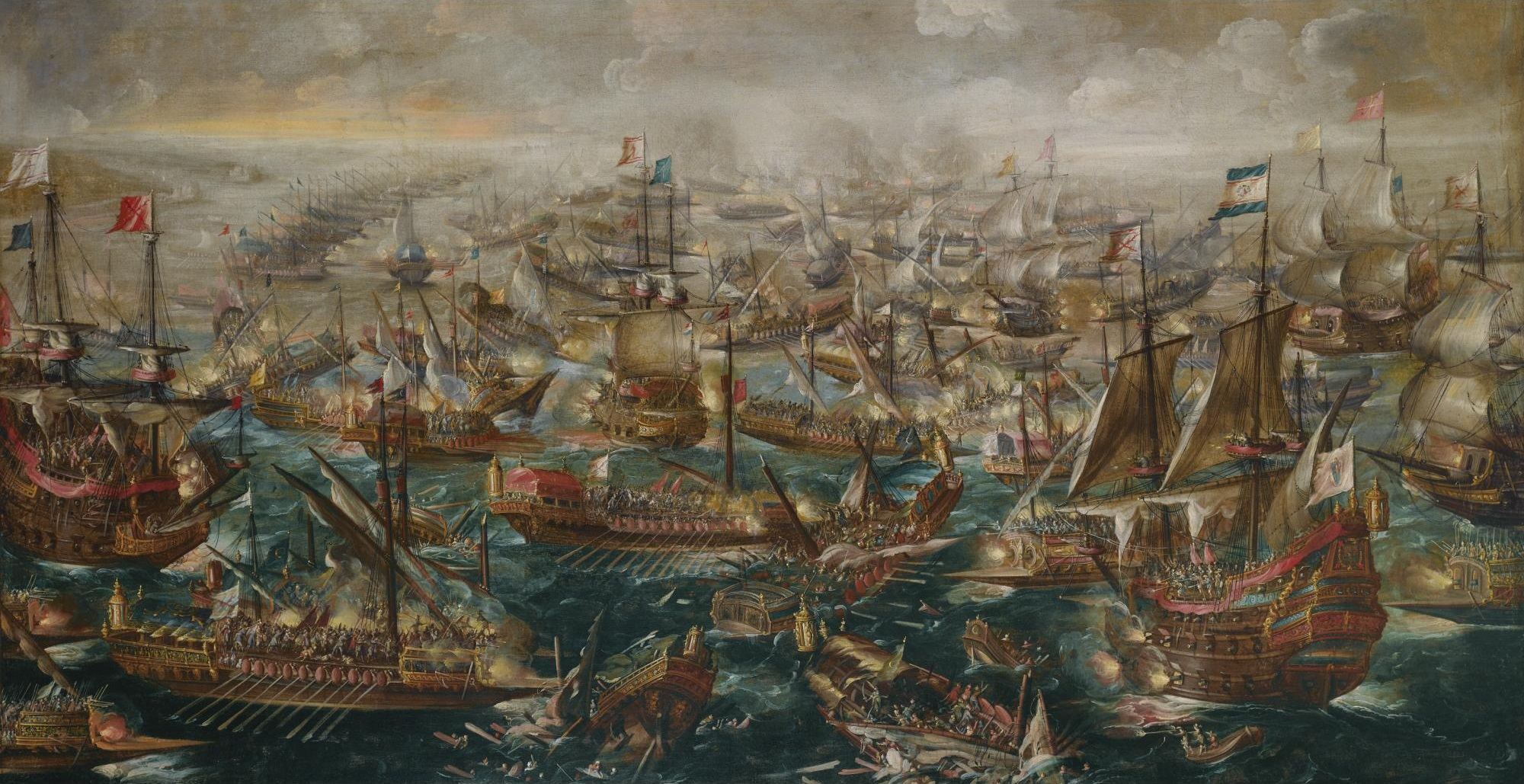
Bitva u Lepanta, Andries van Eertvelt (1640)
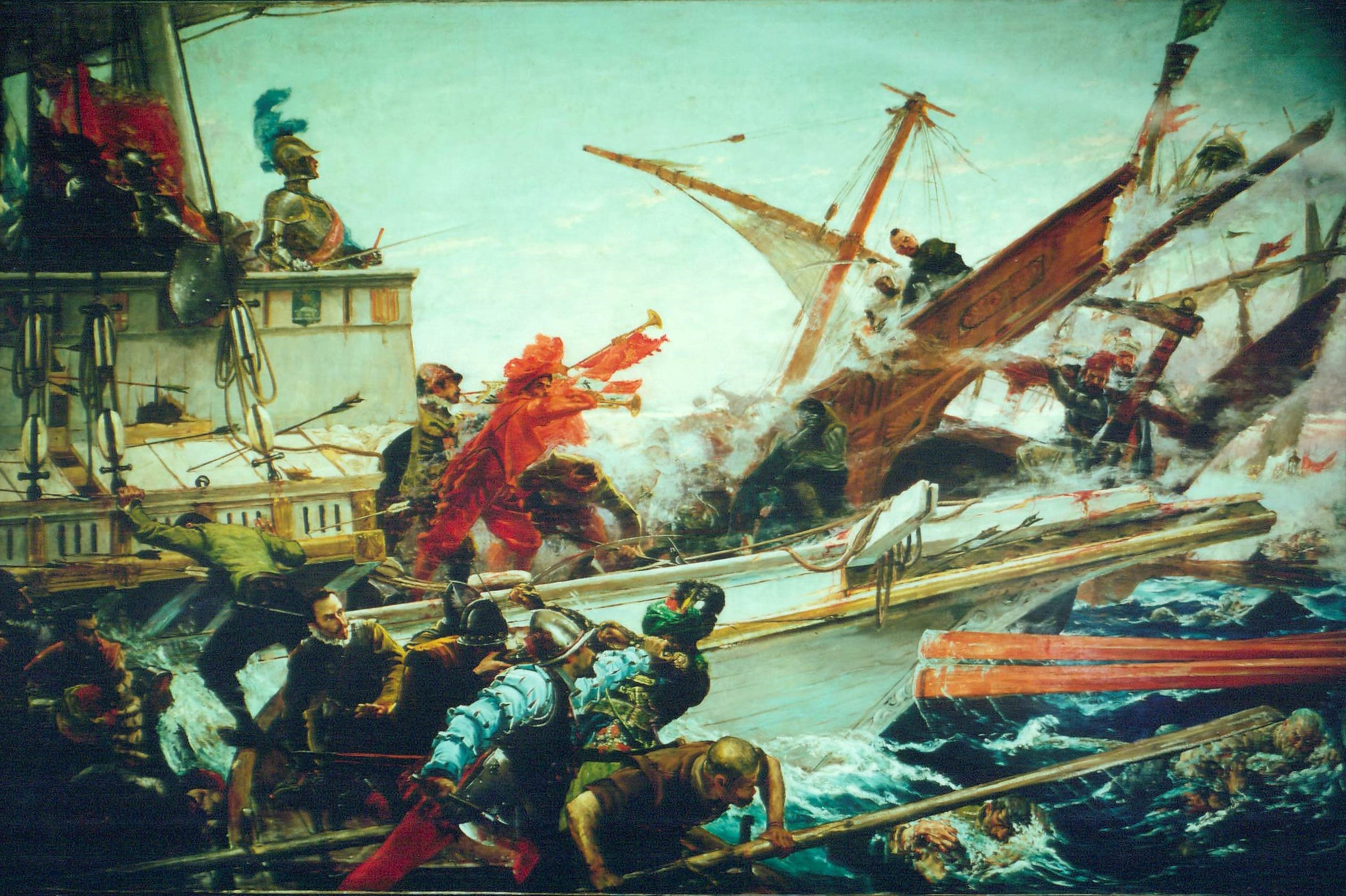
Bitva u Lepanta, Juan Luna (1887, Madrid)